# Amasia
Amasia (אמציה; n. 822 î.Hr., Ierusalim, Regatul Iuda – d. 767 î.Hr., Lahish, Regatul Iuda) a fost un rege în Iuda, fiul și succesorul lui Ioaș și al Ioadinei. William F. Albright a datat domnia sa de 29 între 800 î.Hr. și 783 î.Hr.; E. R. Thiele a datat domnia lui Amasia între 796 î.Hr. - 767 î.Hr. , iar Gershon Galil a spus că domnia lui a fost între 805 î.Hr. și 776 î.Hr..
Când a pus mâna bine pe domnie, Amasia i-a ucis pe asasinii tatălui său. Apoi a învins 10.000 de edomiți în Valea Sărată și a cucerit orașul Șilo (redenumit Iocteel) și împrejurimile. Dar, ori datorită închinării la idoli (II Cronici 25:14-16) ori datorită cererii în căsătorie a fiicei regelui Israelului și al refuzului acestuia (IV Regi 14:8-9), Ioaș al Israelului a pornit la război împotriva lui Amasia, învingându-l la Bet-Șemeș. Amasia a fost capturat de către Ioaș, care a prădat și devastat Ierusalimul.
După ce a fost eliberat, Amasia nu a mai purtat nici un război. El a fost ucis în Lachiș după o revoltă împotriva sa, fiind însă înmormântat lângă strămoșii săi. Azaria, fiul său, a devenit rege în locul său (IV Regi 14:19-21).